# Piruapsis antennatus
Piruapsis antennatus är en skalbaggsart som beskrevs av Maria Helena M. Galileo och Martins 2007. Piruapsis antennatus ingår i släktet Piruapsis och familjen långhorningar. Inga underarter finns listade i Catalogue of Life.